# بويد هولبروك
روبرت بويد هولبروك (بالإنجليزية: Boyd Holbrook)‏ (من مواليد 1 سبتمبر 1981) ممثل وعارض أزياء أمريكي . ظهر في عدة أفلام أبرزها ميلك، خارج الفرن، الركض طيلة الليل، مشية بين شواهد القبور، الزوجة المفقودة و مؤخراً بدور عميل مكافحة المخدرات ستيف مورفي على نتفليكس في مسلسل ناركوس .

## روابط خارجية
- بويد هولبروك على موقع IMDb (الإنجليزية)
- بويد هولبروك على موقع روتن توميتوز (الإنجليزية)
- بويد هولبروك على موقع ألو سيني (الفرنسية)
- بويد هولبروك على موقع ميوزك برينز (الإنجليزية)
- بويد هولبروك على موقع أول موفي (الإنجليزية)
- بويد هولبروك على موقع بوكس أوفيس موجو (الإنجليزية)
- بويد هولبروك على موقع قاعدة بيانات الأفلام السويدية (السويدية)
- بويد هولبروك على موقع قاعدة بيانات الفيلم (الإنجليزية)
- بويد هولبروك على موقع كينوبويسك (الروسية)